# إريك اوبكو
إريك اوبكو (بالإنجليزية: Eric Opoku)‏ (11 نوفمبر 1991 بكوماسي في غانا - ) هو لاعب كرة قدم غاني في مركز الوسط. شارك مع منتخب غانا تحت 17 سنة لكرة القدم ومنتخب غانا تحت 20 سنة لكرة القدم. أما مع النوادي، فقد لعب مع أشانتي غولد وأشانتي كوتوكو ونادي هارتس أوف أوك.

## وصلات خارجية
- إريك اوبكو على موقع الاتحاد الدولي (مؤرشف)  (الإنجليزية)
- إريك اوبكو على موقع قاعدة بيانات كرة القدم.إي يو (الإنجليزية)